# Попкорн

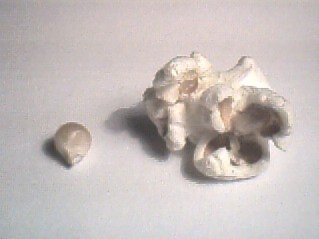
Зерня кукурудзи та попкорн, що луснув

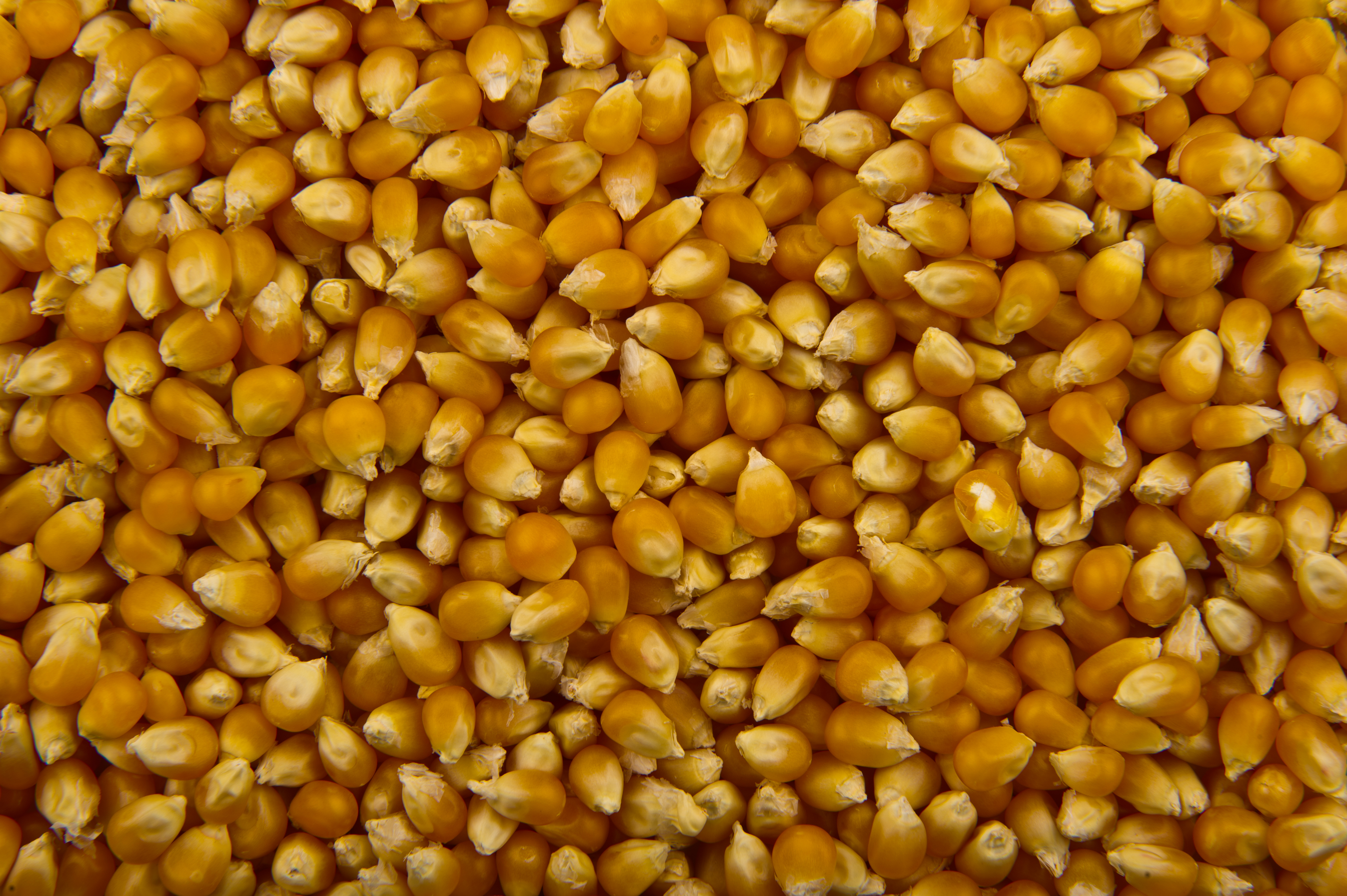

Попко́рн (англ. popcorn), також баранці́, ба́хканці, пові́тряна кукуру́дза — кукурудзяні зерна, що під час смаження розриваються зсередини. Зазвичай вживаються підсоленими або підсолодженими як легка закуска або смаколики.

## Етимологія
Питомо українською назвою цього продукту є «баранці» через те, що підсмажені зерна зовні нагадують білу вовну. Інша назва «бахканці» походить від характерного гучного звуку, який супроводжує розривання зерен. Назва «повітряна кукурудза» обумовлена органолептичними якостями, адже при жуванні готового продукту відчувається порожнистість зерен.
Всі зазначені назви були поширені в Україні до 1990-х років, коли почали витіснятися неологізмом «попкорн».

## Історія
Попкорн виготовлявся тисячоліттями стародавніми індіанцями Америки, які виявили різновид кукурудзи, здатної до роздування при нагріванні, яке пояснюється особливою будовою зерна, в якому знаходиться крапелька крохмалю, що містить воду. При нагріванні вода закипає, пара висаджує оболонку зсередини і зерно розкривається, збільшуючись в об'ємі.
У 1885 році Чарльз Кріторз (англ. Charles Cretors) почав у Чикаго впровадження першої компактної і мобільної машини для виробництва попкорну. У 1984 році був винайдений попкорн для мікрохвильових печей.
У Північній Америці попкорн є традиційною закускою в кінотеатрах, у яких вона продається починаючи з 1912 року.
На даний час є багато видів попкорну з різними смаковими додатками, починаючи від бекону або сиру, закінчуючи шоколадом або полуницею.

## Приготування
Для приготування баранців придатна лише кукурудза певних сортів, що вирізняються трохи вищим вмістом вологи в центральній частині зернятка. Зазвичай сухі кукурудзяні зерна насипають на сковорідку, змащену тонким шаром олії. За смаком їх посипають сіллю, цукром або нагрівають без приправ. Під час приготування баранців в домашніх умовах сковорідку зверху накривають яким-небудь посудом (металевим ситом чи мискою, друшляком), щоби запобігти розсипанню готового продукту, оскільки зернятка в мить вибухання сильно розлітаються.